# Štíří důl - Řeka
Štíří důl - Řeka este o arie protejată (arie specială de conservare — SAC, sit de importanță comunitară — SCI) din Republica Cehă întinsă pe o suprafață de 92,6 ha, integral pe uscat.

## Localizare
Centrul sitului Štíří důl - Řeka este situat la coordonatele 49°40′03″N 15°51′42″E / 49.6675°N 15.861667°E.

## Înființare
Situl Štíří důl - Řeka a fost declarat sit de importanță comunitară în aprilie 2005 pentru a proteja 3 specii de plante și 1 specie de animale. Situl a fost protejat și ca arie specială de conservare în iulie 2012.

## Biodiversitate
Situată în ecoregiunea continentală, aria protejată conține 4 habitate naturale: Mlaștini alcaline, Pajiști cu Molinia pe soluri calcaroase, turboase sau argilos-nămoloase (Molinion caeruleae), Mlaștini turboase de tranziție și turbării mișcătoare, Formațiuni ierboase bogate în specii de Nardus, dezvoltate pe substraturi silicioase în zone montane (și în zone submontane, în Europa continentală).
La baza desemnării sitului se află mai multe specii protejate:
- plante (3): Buxbaumia viridis, Gentianella bohemica, Hamatocaulis vernicosus
- nevertebrate (1): Vertigo geyeri